# Киндатту
Киндатту — царь древнего Элама из династии Симашки, правивший приблизительно в 1990—1970 годах до н. э. Возможно, брат Хутран-темпти. Известен только из эламского царского списка. Возможно, это в его правление царь Исина Ишби-Эрра изгнал из Ура эламский гарнизон (27-й год Ишби-Эрры — «Год, когда царь Ишби-Эрра, со своим сильным оружием подчинил Ур, в котором проживали эламиты»), а его сын Шуилишу добился от Киндатту возвращения похищенной во время эламского нохода на Ур статуи бога Луны Нанны (2-й год Шуилишу).
Существует предположение, что цари из эламского списка правителей рода Симашки Киндатту (№6) и Идатту I (№7) это имена одного и того же царя известного из его собственной надписи, имя которого было Индатту-Иншушинак, по какой-то причине раздвоившемся в царском списке на две разные личности.
| Династия Симашки              |                                          |                    |
| Предшественник: Хутран-темпти | царь Элама 1-я половина XX века до н. э. | Преемник: Идатту I |